# Protonemura biintrans
Protonemura biintrans är en bäcksländeart som beskrevs av Li, W. och Ding Yang 2008. Protonemura biintrans ingår i släktet Protonemura och familjen kryssbäcksländor. Inga underarter finns listade i Catalogue of Life.